# Keselyűsztélé
A keselyűsztélé Éannatum, Lagas városkirályság lugaljának az i. e. 24. század első felében állított győzelmi emlékműve. A korabeli Ningirszu városából, Lagas állam későkori fővárosából került elő. A szöveg forráskiadása 1956-ban E. Sollberger Corpus des Inscriptions „Royales” Pré-Sargoniques de Lagaš című munkája.
Tematikája Lagasnak a szomszédos Umma ellen vezetett hadjáratának története, és a győzelem leírása. A hadjárat Umma és Aksak patesijeinek szövetségével kezdődött, amellyel Lagas hegemóniáját kívánták megtörni. Éannatum, Inanna és Ningirszu istenek kegyeltje legyőzte riválisát, és ennek emlékére állította a sztélét. A „keselyűsztélé” név a szöveget kísérő képek egyike alapján született, melyen a legyőzött ummai katonák holttesteiből lakomázó keselyűket ábrázoltak.
A sztélé nagyon töredékes, legnagyobb része hiányzik. A megtalált részletek nagyobb része is képi ábrázolás, a szöveg rövid és sok helyen olvashatatlan, mégis a leghosszabb korai sumer nyelvemlék. A szöveg tartalma alapján az Éannatum unokaöccse, Entemena által állított Entemena-sztélén az előzmény és a folytatás olvasható.
A szöveg egyik különlegessége, hogy leírja Éannatum sebesülését. A későbbi mezopotámiai győzelmi sztélék jellemzője, hogy a hadjáratok sikereit, a győzelmeket kizárólag az uralkodó képességeinek, hősiességének tulajdonítják. Más hasonló feliratok sosem említenek olyan eseményt, melyben a király megsebesült volna.
A szöveg és a képek a töredékesség ellenére a hadtörténet alapvető forrásai. Sokáig tartotta magát az a tévhit, hogy a phalanx harcmodor a görögök találmánya volt. E sztélé legnagyobb töredékén harcosok vonulását ábrázolták, akiknek csak a fejük látszik ki a pajzs mögül, valamint a lándzsát tartó jobb kezük. A pajzsok összeérnek, teljesen elfedik az embereket. A keselyűsztélé a phalanx első ábrázolása.

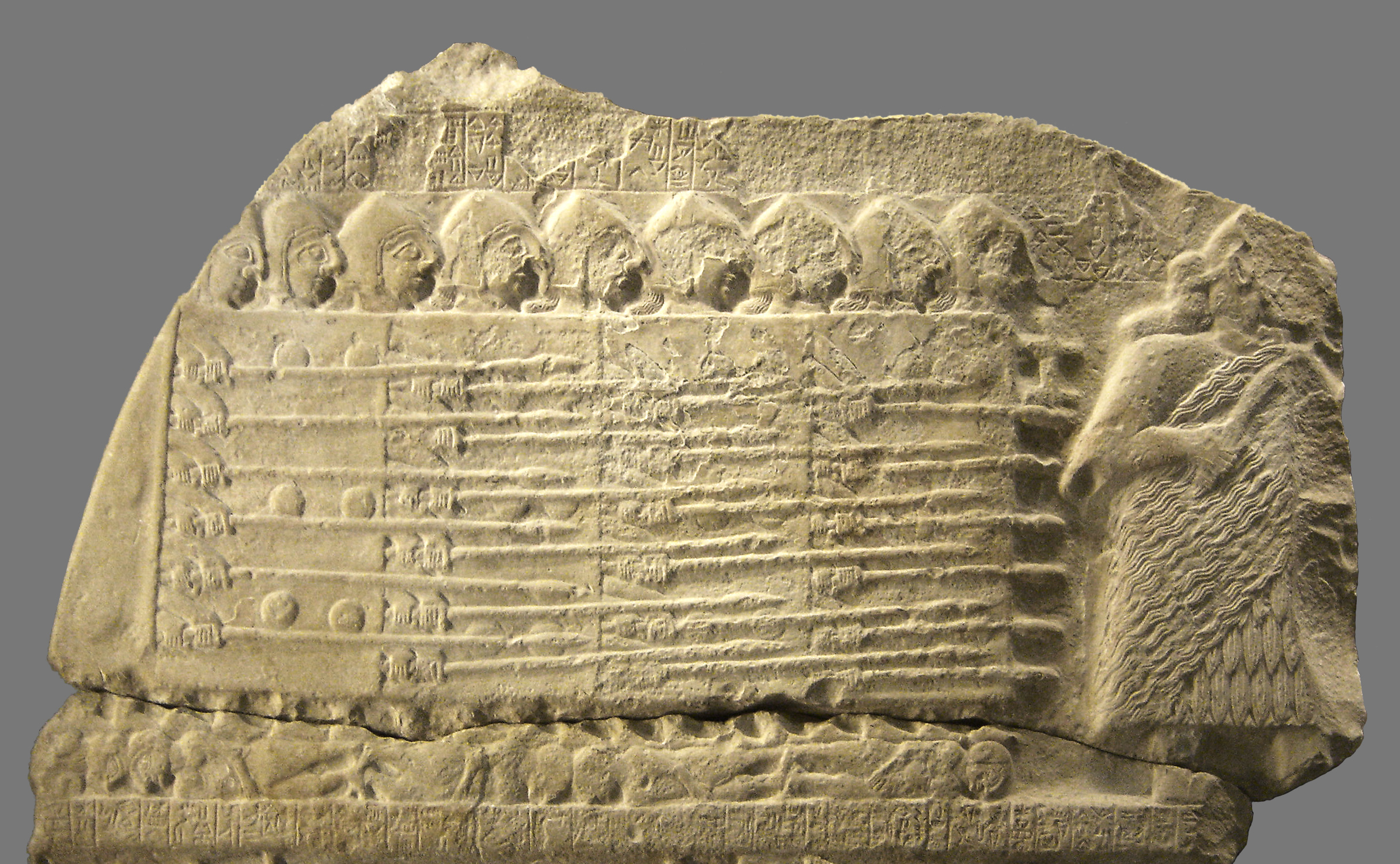
A phalanx-töredék
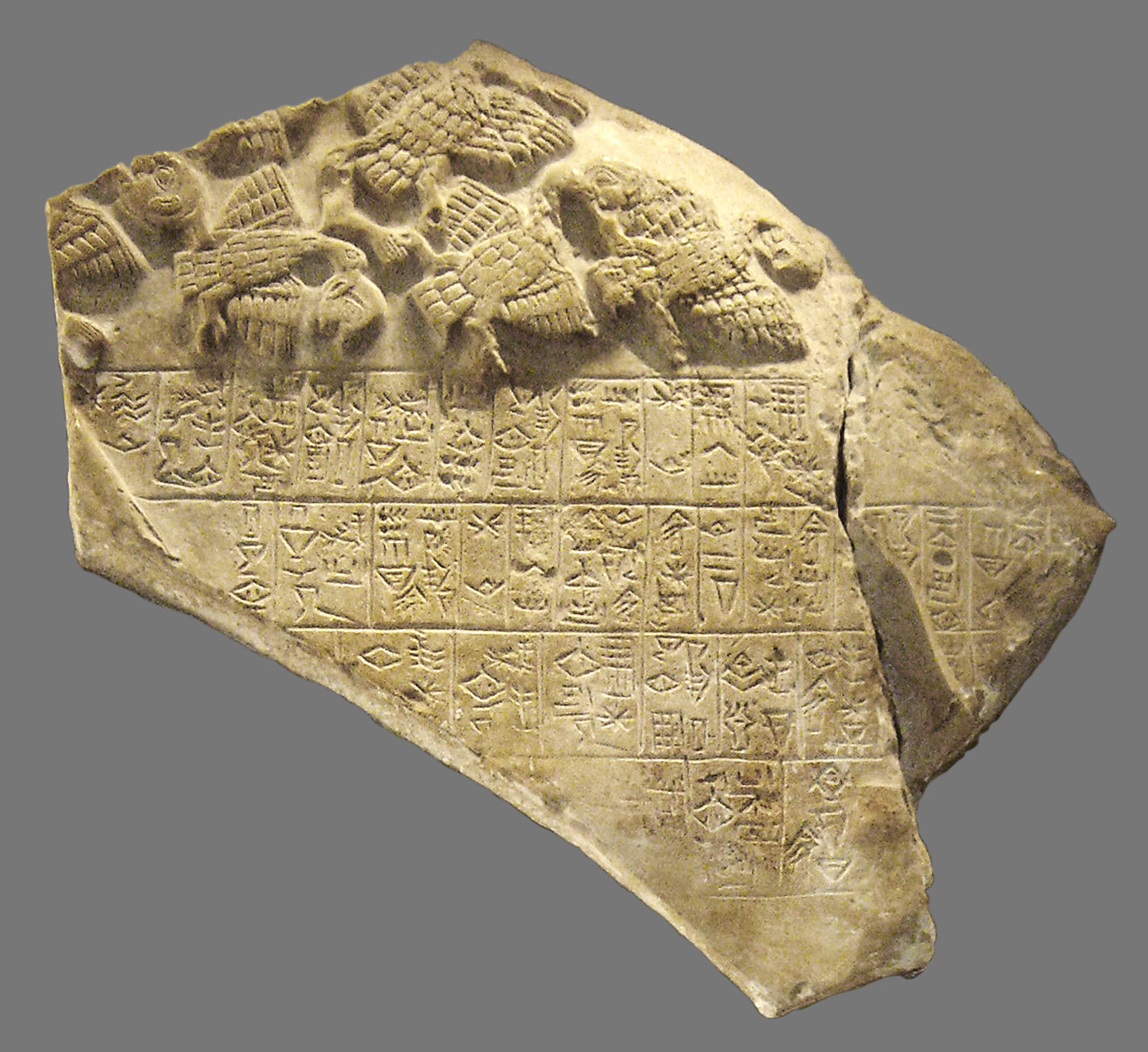
A szöveges töredék a keselyűkkel
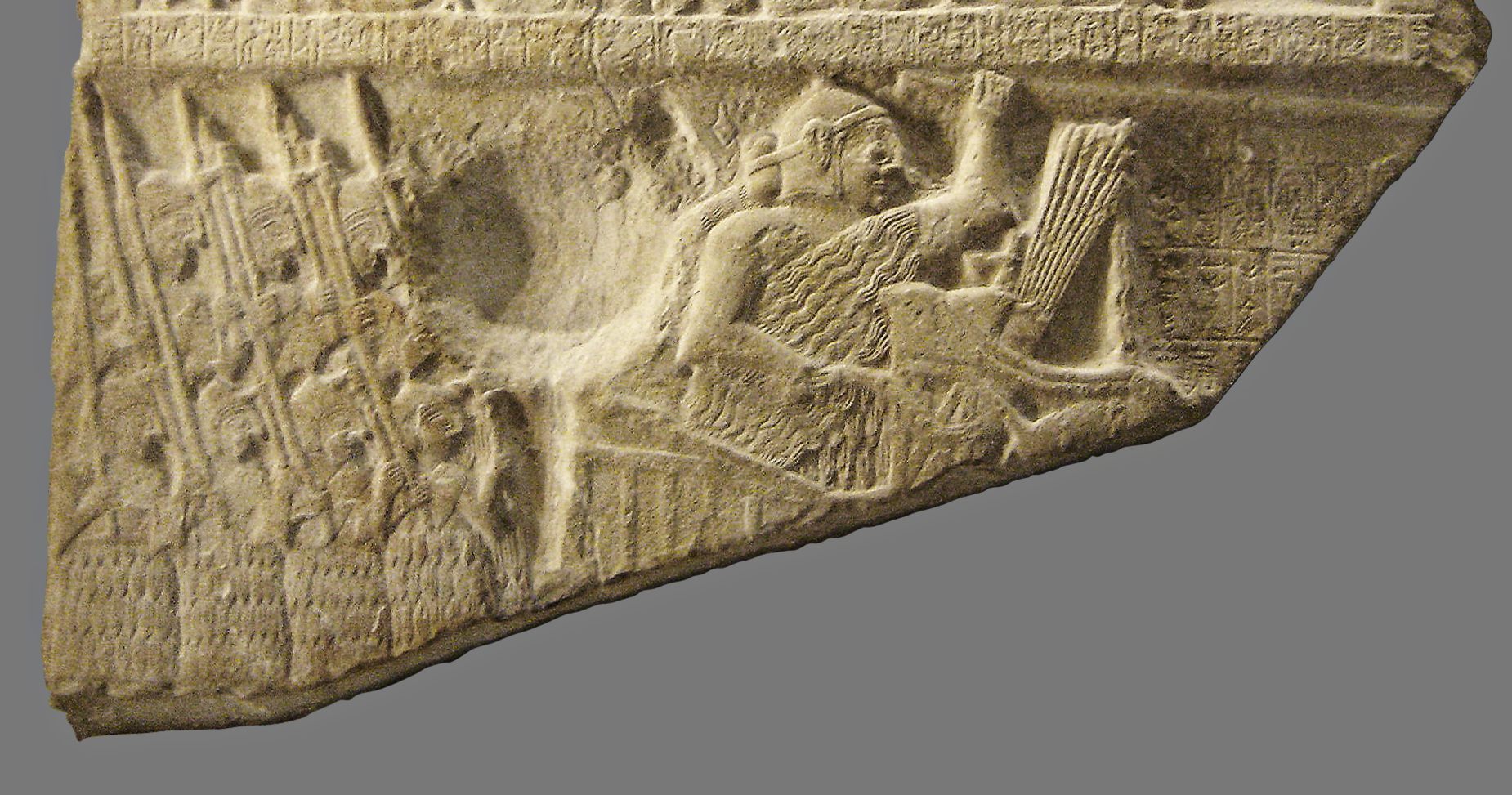
A gyalogság könnyebb fegyverzetű részét ábrázoló töredék
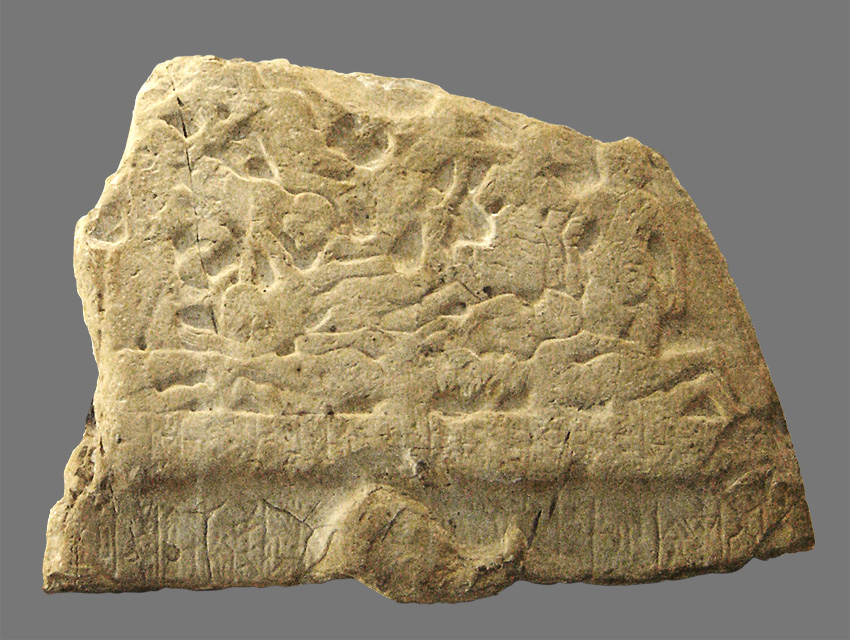
Az ummai holttesteket ábrázoló töredék